# هبة طوجي
هبة ميشال طوجي هي مغنية وممثلة ومخرجة لبنانية. ولدت في 10 ديسمبر 1987، بدأت مسيرتها الفنية والمهنية مع المخرج أسامة الرحباني في يوليو (تموز) 2011 حين لعبت دور البطولة في المسرحية الغنائية "دون كيشوت.
في عام 2015، فاجأت هبة جمهورها بعد مشاركتها في النسخة الفرنسية من برنامج ذا فويس: أحلى صوت حيث أبهرت لجنة التحكيم من خلال مزجها بين العربية والفرنسية بصوت قوي لتنضم لفريق ميكا. وفي عام 2016 شاركت مع شركة والت ديزني في أداء أغنية البداية لمسلسل إلينا من آفالور من إخراج أسامة الرحباني والتي عرضت منذ الحلقة الثالثة للمسلسل مستبدلةً نسخة رنا عادل التي عرضت سابقًا كبديل عنها.
في عام 2017 قامت هبة بإعادة تسجيل أغنية "زمني" من مسلسل إلينا من آفالور لتضمها لألبومها الحديث هبة طوجي 30 وتم عرضها لأول مرة في 26 مارس 2017 عبر صفحة شركة والت ديزني على الفيسبوك متبوعةً بعرضها رسميًا عبر قناتهم في الشرق الأوسط ضمن باقات شبكة أوربت شوتايم.

## حياتها
ولدت هبة الطوجي في 10 ديسمبر عام 1987 في الأشرفية ببيروت، نشأت في إليسار منطقة المتن. حيث تعلمت الموسيقى منذ سن مبكر في مدرسة أثيني دي بيروت، لتحصل بعد ذلك على شهادة البكالوريوس عن إجادتها اللغة الفرنسية. وبداية من عام 2002 وصولًأ لعام 2007 درست الغناء في أيكول دي أرت غسان يمني لتذهب لاحقًأ بعدها لجامعة القديس يوسف بيروت تخصصت في الصوتيات والسينما حتى نالت عن دراستها شهادة البكالوريوس في تخصصها عام 2010. وبداية من عام 2007 حتى وقتنا الحالي طورت طرق غنائها مع المنتج أسامة الرحباني، وأخذت أيضا دروسًا في الغناء مع المدرب وديع أبي رعد وأخذت دروسًا خاصة في غناء الأوبرا مع جاليينا خالديفا.

## مشاركتها
- في برنامج ذا فويس: أحلى صوت: في عام 2015، شاركت هبة في الموسم الرابع من برنامج ذا فويس: أحلى صوت (بالفرنسية: The Voice: la plus belle voix), وتأهلهت لمراحل متقدمة في البرنامج، وخرجت من البرنامج بعد غنائها Pas là وخرجت من ذا فويس في المركز الخامس من اصل 8 أشخاص تأهلوا للمرحلة الأخيرة بالبرنامج.
- في 30 أبريل 2018: أحيت حفلها الأول بمصر، وغنت أولي أغنياتها باللهجة المصرية بعنوان «سلم على مصر» بالإضافة إلي مجموعة من أغنيات ألبوماتها السابقة.[4][5]
- في 6 ديسمبر 2018: أحيت هبة طوجي حفلة غنائية نسائية في مسرح مركز الملك فهد الثقافي بالعاصمة السعودية الرياض، لتكون بذلك أول فنانة عربية تحيي حفل غنائي في السعودية.[6][7][8][9]

## الحياة الشخصية
تزوجت في 19 سبتمبر 2020 عازف البوق اللبناني المقيم في فرنسا إبراهيم معلوف، ولديهما ابن اسمه نائل ولد في 23 يونيو 2021 و ابنة ولدت في 2023.

## أعمالها

### مسرحيات غنائية
- عودة طائر الفينيق، (دور: روكسانا)، 2008
- صيف 840، (دور: ميرا)، 2010
- دون كيشوت، (دور: دولسينيا)، 2011
- ملوك الطوائف، (دور: اعتماد الرميكية)، 2016
- نوتردام دو باري (دور: إزميرالدا)، 2016 - الآن

### أغاني

#### ألبومات
- لا بداية ولا نهاية، 2012
- يا حبيبي، 2014
- هيتس، 2016
- لايف إن بيبلوس، 2016
- هبة طوجي 30، 2017
- هللويا، 2017
- بعد سنين، 2023

#### أغاني مصورة (كليبات)
| الأغنية          | الألبوم                                                                  | كلمات          | تلحين          | إخراج         | إنتاج                    | سنة  |
| ---------------- | ------------------------------------------------------------------------ | -------------- | -------------- | ------------- | ------------------------ | ---- |
| عالبال يا وطنا   | (من مسرحية دون كيشوت)                                                    | غدي الرحباني   | أسامة الرحباني | هبة طوجي      | أسامة الرحباني           | 2011 |
| حلم              | ــــــ                                                                   | غدي الرحباني   | أسامة الرحباني | هبة طوجي      | أسامة الرحباني           | 2014 |
| خلص              | ــــــ                                                                   | غدي الرحباني   | أسامة الرحباني | فابريس بيغوتي | أسامة الرحباني           | 2014 |
| الربيع العربي    | يا حبيبي                                                                 | غدي الرحباني   | أسامة الرحباني | سيرج أوريان   | أسامة الرحباني           | 2014 |
| وحدي لحالي       | ــــــ                                                                   | غدي الرحباني   | أسامة الرحباني | مختار بيروت   | أسامة الرحباني           | 2017 |
| سلّم على مصر      | ــــــ                                                                   | نادر عبد الله  | أسامة الرحباني | نادر موصللي   | أسامة الرحباني           | 2018 |
| طلع البدر علينا  | ــــــ                                                                   | تراث إسلامي    | أسامة الرحباني | ــــــ        | ــــــ                   | 2018 |
| جايي تصلي بفياتك | ــــــ                                                                   | غدي الرحباني   | أسامة الرحباني | ــــــ        | أسامة الرحباني           | 2018 |
| إنت حبيبي        | هبة طوجي 30                                                              | غدي الرحباني   | أسامة الرحباني | نادر موصللي   | أسامة الرحباني جورج قسيس | 2019 |
| لحظة يا ريت      | (من مسلسل هوس)                                                           | غدي الرحباني   | أسامة الرحباني | هبة طوجي      | أسامة الرحباني           | 2020 |
| بعد سنين         | بعد سنين                                                                 | اسامة الرحباني |                | ليلى كنعان    | اسامة الرحباني           | 2023 |
| لعبة الحياة      | (من حكايات "أبيض x أسود" - "حريم الفريد" - "حلاوة القلب" بمسلسل لعبة حب) | غدي الرحباني   | أسامة الرحباني | هبة طوجي      | أسامة الرحباني           | 2024 |

#### أخرى
- أغنية البداية لمسلسل إلينا من آفالور، 2016

### مسلسلات
- هوس، 2020
- لعبة حب، 2024

### أفلام
- ذا روب (بالعربية: الخيط/الحبل)، 2012 (إخراج)
- علاء الدين (صوت ياسمين في النسخة الفرنسية)، 2019

### تلفزيون
- ذا فويس فرنسا، الموسم الرابع، 2015 (وصلت لنصف النهائي)
- ديو المشاهير - الموسم السادس، إم تي في، دور نصف النهائي، 2018 (ضيفة)

## وصلات خارجية
- هبة طوجي على موقع IMDb (الإنجليزية)
- هبة طوجي على موقع قاعدة بيانات الأفلام العربية
- هبة طوجي على موقع ميوزك برينز (الإنجليزية)
- هبة طوجي على موقع ديسكوغز (الإنجليزية)
- هبة طوجي على موقع قاعدة بيانات الفيلم (الإنجليزية)